# Desobediencia civil (ensayo)
Desobediencia civil es un ensayo del trascendentalista estadounidense Henry David Thoreau, publicado por primera vez en 1849 bajo el título en inglés de Resistance to Civil Government (La resistencia al gobierno civil). En este texto, Thoreau sostiene que los individuos deben dar prioridad a su conciencia antes que a la obediencia a leyes injustas, argumentando que la sumisión pasiva a la autoridad gubernamental facilita la perpetuación de la injusticia. Su postura fue motivada por su oposición a la esclavitud y a la Guerra entre México y Estados Unidos (1846-1848), la cual consideraba moral y políticamente inaceptable.
El ensayo ha tenido un profundo impacto en el pensamiento político y en movimientos de activismo, influyendo en figuras como Mahatma Gandhi, quien adoptó sus principios en la lucha por la independencia de la India, y Martin Luther King, quien lo citó como una influencia clave durante el movimiento por los derechos civiles en Estados Unidos. Sus temas sobre la responsabilidad individual y la resistencia ante la injusticia han convertido este texto en una obra fundamental en la filosofía de la protesta no violenta y la desobediencia civil.

## Título
En 1848, Henry David Thoreau impartió conferencias en el Concord Lyceum bajo el título «Los derechos y deberes del individuo en relación con el gobierno». Estas conferencias sirvieron de base para su ensayo, que se publicó por primera vez en 1849 con el título Resistencia al gobierno civil dentro de la antología Æsthetic Papers, editada por Elizabeth Peabody. El título original diferenciaba la postura de Thoreau de la de los "no resistentes" o anarquistas cristianos como Adin Ballou y William Lloyd Garrison, quienes defendían la no resistencia como estrategia contra el Estado. Thoreau consideraba esta postura ineficaz, aunque inicialmente se vio influenciado por las ideas anarquistas cristianas de Ballou y Garrison. En su ensayo, Thoreau comparó el gobierno con una máquina y argumentó que, cuando esta producía injusticia, era deber de los ciudadanos conscientes convertirse en una "fricción de contraparte" (es decir, una resistencia) para "detener la máquina".
Tras la muerte de Thoreau, en 1866, el ensayo fue reimpreso en la colección A Yankee in Canada, with Anti-Slavery and Reform Papers, ahora bajo el título Civil Disobedience ('Desobediencia civil'). Con el tiempo, el texto ha aparecido bajo distintos títulos, como On the Duty of Civil Disobedience ('El deber de la desobediencia civil'), en parte para contrastarlo con Of the Duty of Civil Obedience de William Paley, al que Thoreau respondía en parte. Por ejemplo, la edición de 1960 de Walden publicada por New American Library Signet Classics incluyó una versión con este título. On Civil Disobedience ('Sobre la desobediencia civil') es otro título comúnmente utilizado.
El término civil en "desobediencia civil" tiene varios significados. En este caso, se refiere a lo «relacionado con los ciudadanos y sus relaciones con el Estado», es decir, "desobediencia al Estado". Sin embargo, algunas personas interpretan civil como "cortés" o "ordenado", lo que ha llevado a la idea errónea de que el ensayo aboga exclusivamente por la resistencia pacífica. Mahatma Gandhi, por ejemplo, adoptó esta interpretación y la vinculó con su propia filosofía de satyagraha.

## Contexto
La crisis de la esclavitud encendió los ánimos en Nueva Inglaterra durante las décadas de 1840 y 1850, volviéndose especialmente tensa tras la aprobación de la Ley de esclavos fugitivos de 1850. Como abolicionista de toda la vida, Thoreau pronunció en 1848 un discurso apasionado que, posteriormente, se convertiría en Desobediencia civil, pocos meses después de dejar Walden Pond. En su discurso, Thoreau abordó el problema de la esclavitud y, al mismo tiempo, criticó con dureza el imperialismo estadounidense, en particular la Guerra México-Estados Unidos.

## Resumen
Thoreau sostiene que los gobiernos, al ser generalmente más perjudiciales que beneficiosos, no pueden justificarse. Argumenta que la democracia no es una solución, ya que las mayorías no adquieren automáticamente sabiduría ni justicia por el mero hecho de ser mayorías. Según él, el juicio de la conciencia individual no es necesariamente inferior a las decisiones de un cuerpo político o de la mayoría. Por ello, declara: «No es deseable fomentar tanto el respeto por la ley como por la justicia. La única obligación que tengo derecho a asumir es hacer en cada momento lo que considero correcto... La ley nunca ha hecho a los hombres más justos; por el contrario, debido a su respeto por ella, incluso las personas bien intencionadas se convierten a diario en agentes de la injusticia». Además, rechaza la autoridad de un gobierno que permite la esclavitud: «No puedo por un instante reconocer como mi gobierno a aquel que también es el gobierno del esclavo».
Para Thoreau, el gobierno no es simplemente algo que ocasionalmente comete errores mientras cumple su función, sino que es, en esencia, un agente de corrupción e injusticia. Por ello, afirma que «No es demasiado pronto para que los hombres honestos se rebelen y provoquen una revolución».
Si bien los filósofos políticos han advertido sobre los costos y el sufrimiento que conlleva una revolución, Thoreau sostiene que esta evaluación pragmática no aplica cuando el gobierno facilita una injusticia tan grave como la esclavitud. Para él, una inmoralidad tan fundamental justifica cualquier esfuerzo o sacrificio para erradicarla: «Este pueblo debe dejar de poseer esclavos y de hacer la guerra a México, aunque ello les cueste su existencia como nación».
Thoreau les dice a su audiencia que no pueden culpar de este problema únicamente a los políticos del sur pro-esclavitud, sino que deben responsabilizar también a aquellos en, por ejemplo, Massachusetts, «que están más interesados en el comercio y la agricultura que en la humanidad, y no están dispuestos a hacer justicia al esclavo y a México, cueste lo que cueste... Hay miles de personas que están en contra de la esclavitud y de la guerra, pero que en la práctica no hacen nada para ponerles fin». (Ver también: La esclavitud en Massachusetts de Thoreau, que también avanza este argumento.)
Les exhorta a no esperar pasivamente una oportunidad para votar por la justicia, porque votar por la justicia es tan ineficaz como desearla; lo que realmente se necesita es actuar con justicia. Esto no quiere decir que uno tenga la obligación de dedicar su vida a luchar por la justicia, pero sí tiene la obligación de no cometer injusticias y de no darles apoyo práctico.
Pagar impuestos es una de las formas en que personas bienintencionadas terminan colaborando con la injusticia. Aquellos que denuncian la guerra en México como inmoral y rechazan la esclavitud se contradicen si financian ambas causas al pagar impuestos. Thoreau señala que las mismas personas que elogian a los soldados por negarse a luchar en una guerra injusta no están dispuestas a dejar de financiar al gobierno que inició dicha guerra.
En una república constitucional como Estados Unidos, se suele pensar que la respuesta adecuada ante una ley injusta es tratar de cambiarla a través del proceso político, pero obedecerla y respetarla mientras siga vigente. Sin embargo, si la ley es claramente injusta y el sistema legislativo no está diseñado para eliminar rápidamente tales leyes, Thoreau sostiene que dicha ley no merece respeto y debe ser desobedecida. En el caso de Estados Unidos, la propia Constitución protege la institución de la esclavitud, lo que la hace merecedora de esta condena. Según Thoreau, los abolicionistas deberían retirar por completo su apoyo al gobierno y dejar de pagar impuestos, incluso si esto implica enfrentar prisión o sufrir actos de violencia.

Bajo un gobierno que encarcela injustamente a las personas, el lugar legítimo para un hombre justo también es la prisión... el sitio donde el Estado coloca a quienes no están con él, sino en su contra; la única casa en un Estado esclavista en la que un hombre libre puede habitar con honor ... Emite tu voto por completo, no solo una papeleta, sino toda tu influencia. Una minoría es impotente mientras se someta a la mayoría; en ese caso, ni siquiera es una minoría. Pero se vuelve irresistible cuando ejerce todo su peso para obstaculizar al sistema. Si la alternativa es encarcelar a todos los hombres justos o abandonar la guerra y la esclavitud, el Estado no dudará en qué elegir. Si mil hombres se negaran a pagar sus impuestos este año, eso no sería una medida violenta y sangrienta; en cambio, pagar y permitir que el Estado cometa violencia y derrame sangre inocente sí lo sería. De hecho, esta es la definición de una revolución pacífica, si es que tal cosa es posible. [...] Pero incluso si la sangre llegara a derramarse, ¿acaso no hay un tipo de derramamiento de sangre cuando la conciencia es herida? A través de esa herida, la verdadera esencia y la inmortalidad del hombre se escapan, y él sangra hasta una muerte eterna. Veo esta sangre fluir ahora.

Debido a que el gobierno tomaría represalias, Thoreau afirma que prefiere vivir de manera sencilla, ya que así tiene menos que perder. «Puedo permitirme rechazar la lealtad a Massachusetts... Me cuesta menos, en todos los sentidos, enfrentar la penalización por desobedecer al Estado que obedecerlo. En ese caso, sentiría que valgo menos».

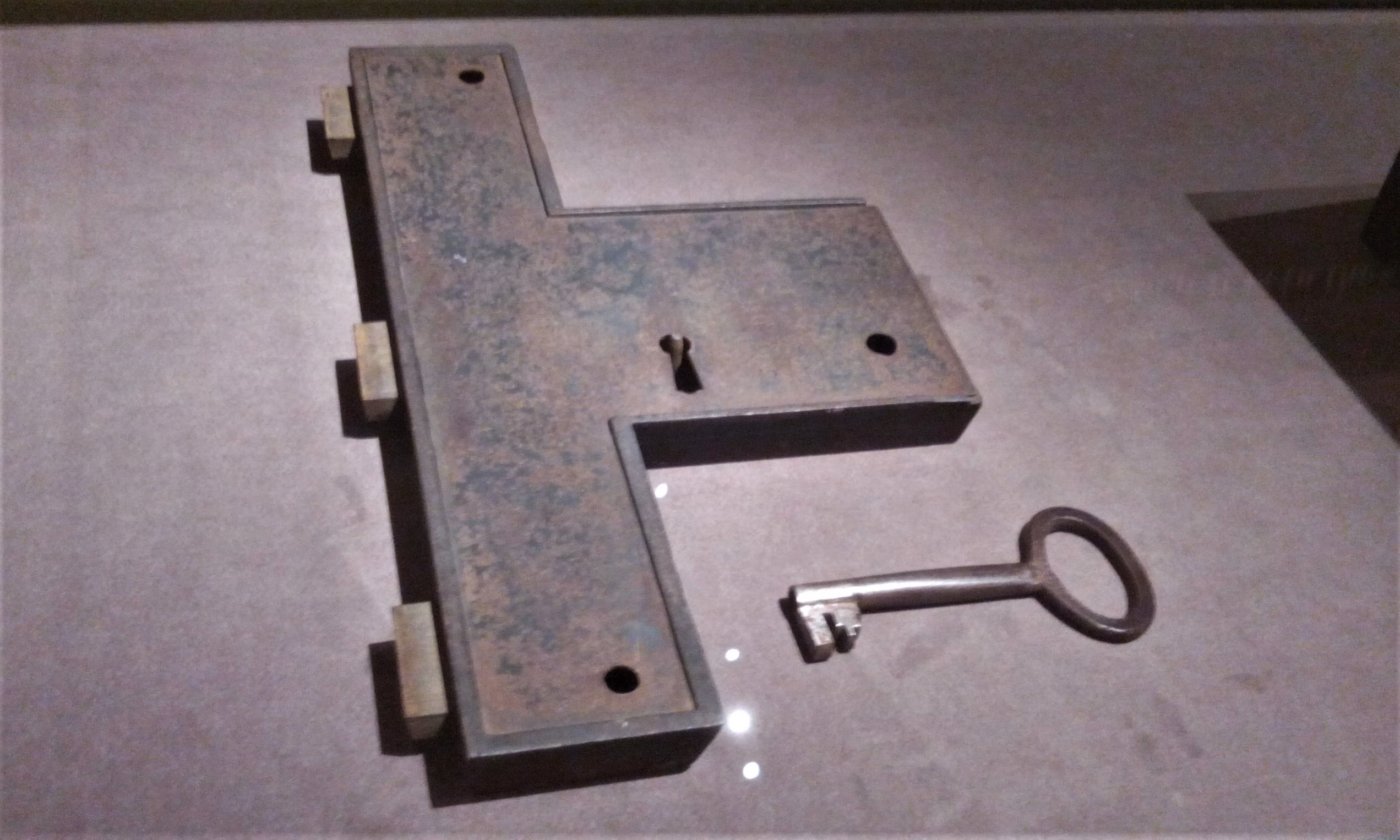
Cerradura y llave de la celda de Thoreau en la cárcel de Concord

Fue encarcelado brevemente por negarse a pagar el impuesto per cápita (poll tax), pero incluso en la cárcel se sintió más libre que las personas fuera de ella. Consideró su encarcelamiento como una experiencia interesante y salió con una nueva perspectiva sobre su relación con el gobierno y la ciudadanía. (Fue liberado al día siguiente cuando «alguien intervino y pagó el impuesto» en su nombre).
Thoreau expresó que estaba dispuesto a pagar el impuesto para el mantenimiento de carreteras, ya que beneficiaba directamente a sus vecinos. Sin embargo, se oponía a los impuestos que financiaban al gobierno en sí, incluso si no podía determinar si su contribución se destinaría a un proyecto injusto o a uno beneficioso. «Simplemente deseo negar mi lealtad al Estado, retirarme y mantenerme apartado de él de manera efectiva».
Dado que el gobierno es una creación humana y no un elemento de la naturaleza ni un acto de Dios, Thoreau esperaba que sus creadores pudieran ser persuadidos mediante la razón. Aunque reconocía los defectos del gobierno de los Estados Unidos, consideraba que, en comparación con otros, no era el peor e incluso poseía algunas cualidades admirables. Sin embargo, creía que era posible y necesario exigir algo mejor:

El progreso desde una monarquía absoluta a una monarquía limitada, y de una monarquía limitada a una democracia, es un avance hacia un verdadero respeto por el individuo... ¿Es la democracia, tal como la conocemos, la última mejora posible en el gobierno? ¿No es posible dar un paso más allá hacia el reconocimiento y la organización de los derechos del hombre? Nunca existirá un Estado verdaderamente libre e ilustrado hasta que el Estado reconozca al individuo como un poder superior e independiente, del cual derivan toda su autoridad y poder, y lo trate en consecuencia.

Un aforismo frecuentemente atribuido de manera errónea a Thomas Jefferson, «El mejor gobierno es aquel que gobierna menos...», en realidad aparece en Desobediencia civil de Thoreau. Al parecer, Thoreau estaba parafraseando el lema de The United States Magazine and Democratic Review: «El mejor gobierno es el que menos gobierna», el cual, a su vez, podría haberse inspirado en el versículo 17 del Dàodé jīng de Lao-Tse: «Los mejores gobernantes son apenas conocidos por sus súbditos». Thoreau amplió significativamente esta idea:

Acepto con entusiasmo el lema: «El mejor gobierno es aquel que gobierna menos», y me gustaría verlo aplicado de manera más rápida y sistemática. Llevado a su conclusión lógica, este principio equivale a lo siguiente, en lo que también creo: «El mejor gobierno es aquel que no gobierna en absoluto», y cuando la humanidad esté preparada para ello, ese será el tipo de gobierno que tendrá. El gobierno, en el mejor de los casos, no es más que un recurso práctico; pero la mayoría de los gobiernos suelen ser ineficaces, y todos los gobiernos lo son en algún momento.
Thoreau, Desobediencia civil

## Influencias

### Mahatma Gandhi
El líder de la independencia india, Mahatma Gandhi, quedó impresionado por los argumentos de Thoreau. En 1907, aproximadamente un año después de iniciar su primera campaña de satyagraha en Sudáfrica, escribió un resumen traducido del argumento de Thoreau para Indian Opinion, atribuyendo al ensayo de Thoreau ser «la principal causa de la abolición de la esclavitud en América». Además, afirmó que «tanto su ejemplo como sus escritos son, en la actualidad, exactamente aplicables a los indios en el Transvaal». Más tarde, concluyó:

Thoreau fue un gran escritor, filósofo, poeta y, al mismo tiempo, un hombre sumamente práctico, es decir, no enseñaba nada que no estuviera dispuesto a practicar él mismo. Fue uno de los hombres más grandes y morales que ha producido América. Durante el movimiento por la abolición de la esclavitud, escribió su famoso ensayo Sobre el deber de la desobediencia civil. Fue encarcelado en defensa de sus principios y en solidaridad con el sufrimiento de la humanidad. Su ensayo, por lo tanto, ha sido santificado por el sufrimiento. Además, está escrito para todas las épocas. Su lógica incisiva es irrefutable.
 For Passive Resisters (1907).

### Martin Luther King, Jr.
El líder de los derechos civiles en Estados Unidos, Martin Luther King Jr., también fue influenciado por este ensayo. En su autobiografía, escribió:

Durante mis años de estudiante, leí por primera vez el ensayo de Henry David Thoreau Sobre la Desobediencia civil. Aquí, en la negativa de este valiente hombre de Nueva Inglaterra a pagar sus impuestos y su elección de ir a la cárcel en lugar de apoyar una guerra que expandiría el territorio de la esclavitud hacia México, tuve mi primer contacto con la teoría de la resistencia no violenta. Fascinado por la idea de negarse a cooperar con un sistema maligno, me conmovió tanto que releí el trabajo varias veces.

Me convencí de que la no cooperación con el mal es tan obligatoria moralmente como lo es la cooperación con el bien. Ninguna otra persona ha sido más elocuente y apasionada en transmitir esta idea que Henry David Thoreau. Como resultado de sus escritos y su testimonio personal, somos los herederos de un legado de protesta creativa. Las enseñanzas de Thoreau cobraron vida en nuestro movimiento por los derechos civiles; de hecho, están más vivas que nunca. Ya sea expresado en un sit-in en los mostradores de almuerzo, un viaje de libertad a Misisippi, una protesta pacífica en Albany, Georgia, o un boicot a los autobuses en Montgomery, Alabama, estas son ramificaciones de la insistencia de Thoreau en que el mal debe ser resistido y que ningún hombre moral puede ajustarse pacientemente a la injusticia.
The Autobiography of Martin Luther King, Jr.

### Martin Buber
El existencialista Martin Buber escribió sobre Desobediencia civil:

La leí con la fuerte sensación de que aquí había algo que me concernía directamente... Fue el elemento concreto, personal, el "aquí y ahora" de este trabajo lo que me cautivó. Thoreau no presentó una proposición general como tal; describió y estableció su actitud en una situación histórico-biográfica específica. Se dirigió a su lector dentro de la misma esfera de esta situación común para ambos de tal manera que el lector no solo descubría por qué Thoreau actuó como lo hizo en ese momento, sino también que el lector—suponiendo que fuera honesto y desapasionado, por supuesto—tendría que actuar de la misma manera cada vez que surgiera la ocasión adecuada, siempre que estuviera comprometido seriamente en cumplir con su existencia como persona humana. La cuestión aquí no se trata solo de uno de los numerosos casos individuales en la lucha entre una verdad incapaz de actuar y un poder que se ha convertido en enemigo de la verdad. En realidad, se trata de la demostración absolutamente concreta del punto en el que esta lucha se convierte, en cualquier momento, en el deber del hombre como hombre...
El deber del hombre como hombre (1962)

### Otros
El autor León Tolstói citó Desobediencia civil como una obra que tuvo un fuerte impacto en su metodología de la no violencia. Otros que, según se dice, fueron influenciados por Desobediencia civil incluyen: la sufragista Alice Paul, el presidente John F. Kennedy, el juez de la Corte Suprema William O. Douglas, y varios escritores como Marcel Proust, Ernest Hemingway, Upton Sinclair, Sinclair Lewis y William Butler Yeats.